# 南山口洋區
南山口洋區（印尼語：Kecamatan Singkawang Selatan）是印尼西加里曼丹省山口洋市下轄的一個區，位於山口洋市南部，區內人口約54,910人，該區為山口洋全市面積最大的行政區域，山口洋機場坐落區內的邦米冷社區。

## 行政區劃
為山口洋全市面積最大的行政區域，南山口洋區轄有4個社區。
1. 邦米冷社區
2. 路下橫社區
3. 亞答港社區
4. 吧菇喃社區